# Ancien observatoire de l'université de Tartu
L'ancien Observatoire de l'Université de Tartu (estonien : Tartu Tähetorn, littéralement la Tour d'étoile) est un ancien observatoire astronomique situé sur la colline de Toome à Tartu en Estonie. Il accueille actuellement une partie des collections du Musée de l'université de Tartu.
Inscrit sur la liste du patrimoine mondial de l'UNESCO, l'observatoire est connu internationalement pour avoir accueilli Friedrich Georg Wilhelm von Struve et pour l'arc géodésique de Struve dont il est le premier point,.
L'observatoire de Tartu y a mené ses activités de 1810 à 1964, année où il fut déplacé à 20 km au sud-ouest de la ville.

## Histoire

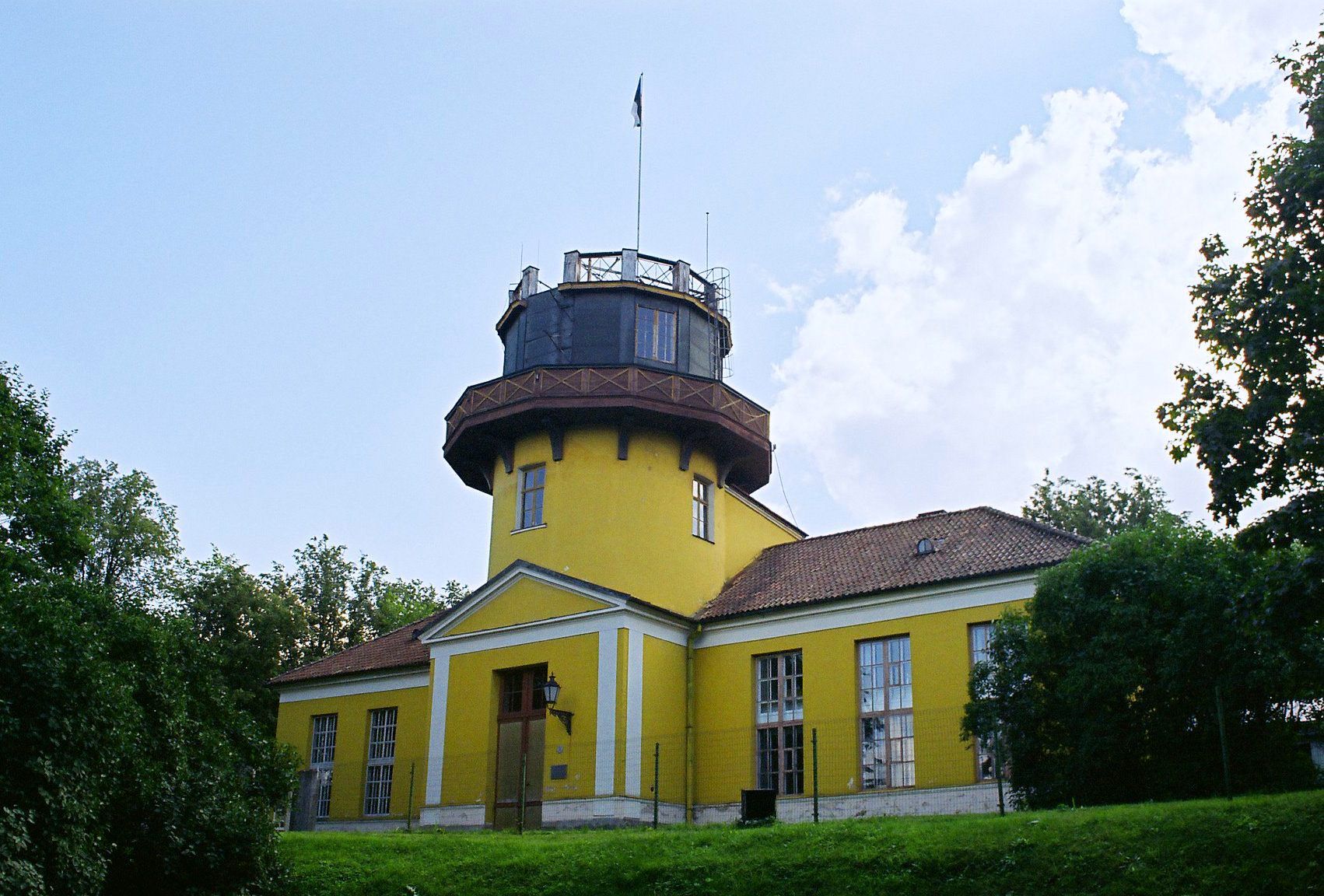
Le bâtiment de l'ancien observatoire à Tartu en 2006.

L'observatoire de Tartu (Dorpat en allemand) est créé à l'Université de Tartu après son ouverture en 1802. Le bâtiment de l'ancien observatoire est terminé en 1810 sur la colline de Toome à Tartu. Les instruments sont installés en 1814 par Friedrich Georg Wilhelm von Struve qui commence les observations. En 1824 une lunette de 9 pouces, construite par Joseph von Fraunhofer, est mise en place, ce qui constitue à l'époque la plus grande lunette achromatique au monde. Quand Struve commence à constituer l'arc géodésique de Struve en 1816, l'observatoire en devient le premier point.
Turtu fait alors partie de l'Empire russe, mais l'université est surtout fréquentée par les Germano-Baltes, avec des cours uniquement en allemand jusqu'en 1889. En 1946, devenu soviétique, l'observatoire de Tartu est séparé de l'Université, et rattaché à l'Académie estonienne des sciences. La recherche d'un nouvel emplacement d'observation débute en 1950. En 1957, un terrain sur la colline de Tõravere dans la commune de Nõo est destiné à recevoir l'observatoire, et en 1958 la construction commence.
Courant 1963, le nouveau bâtiment est terminé, une partie des astronomes de l'ancien observatoire s'y installent. Le télescope de 50 cm reçoit sa première lumière. En 1964 une conférence internationale est tenue à Tartu et l'ancien observatoire cesse la plupart de ses activités. Le nouvel observatoire prend le nom de F.G.W. Struve. Les dernières mesures effectuées dans l'ancien observatoire datent de 1985.

## Musée de l'Université de Tartu
Le bâtiment est restitué à l'Université de Tartu en 1996. Une rénovation est entreprise entre 2009 et 2010. L'ancien observatoire abrite désormais une partie des collections du Musée de l'Université de Tartu.
Le site comporte un planétarium ouvert au public et des visites guidées sont proposées pour retracer les travaux et les découvertes les plus importantes des astronomes de Tartu et pour découvrir les télescopes et autres instruments d'astronomie qu'ils utilisaient dans l'observatoire.

## Galerie

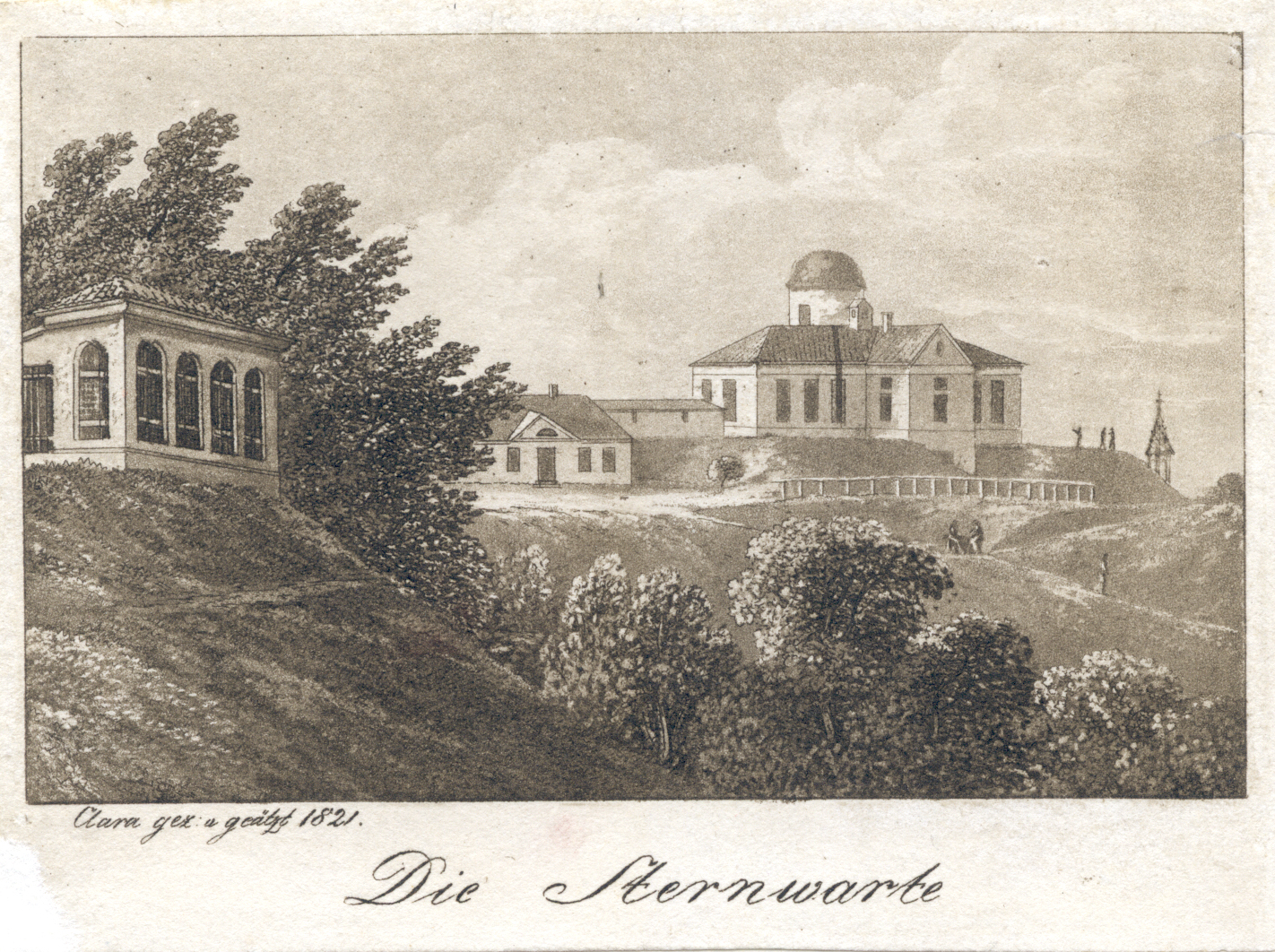
L'observatoire en 1821
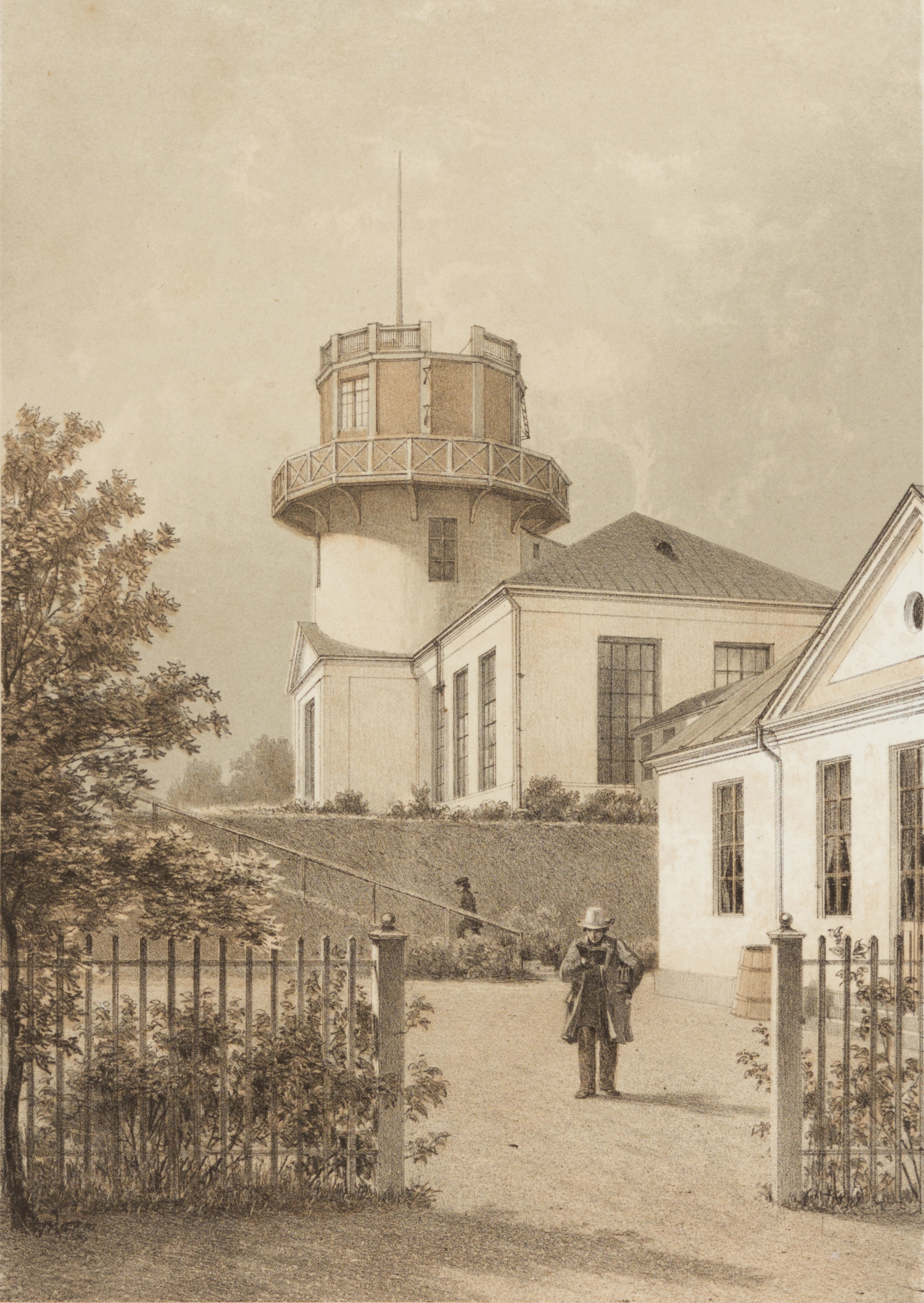
L'observatoire en 1860
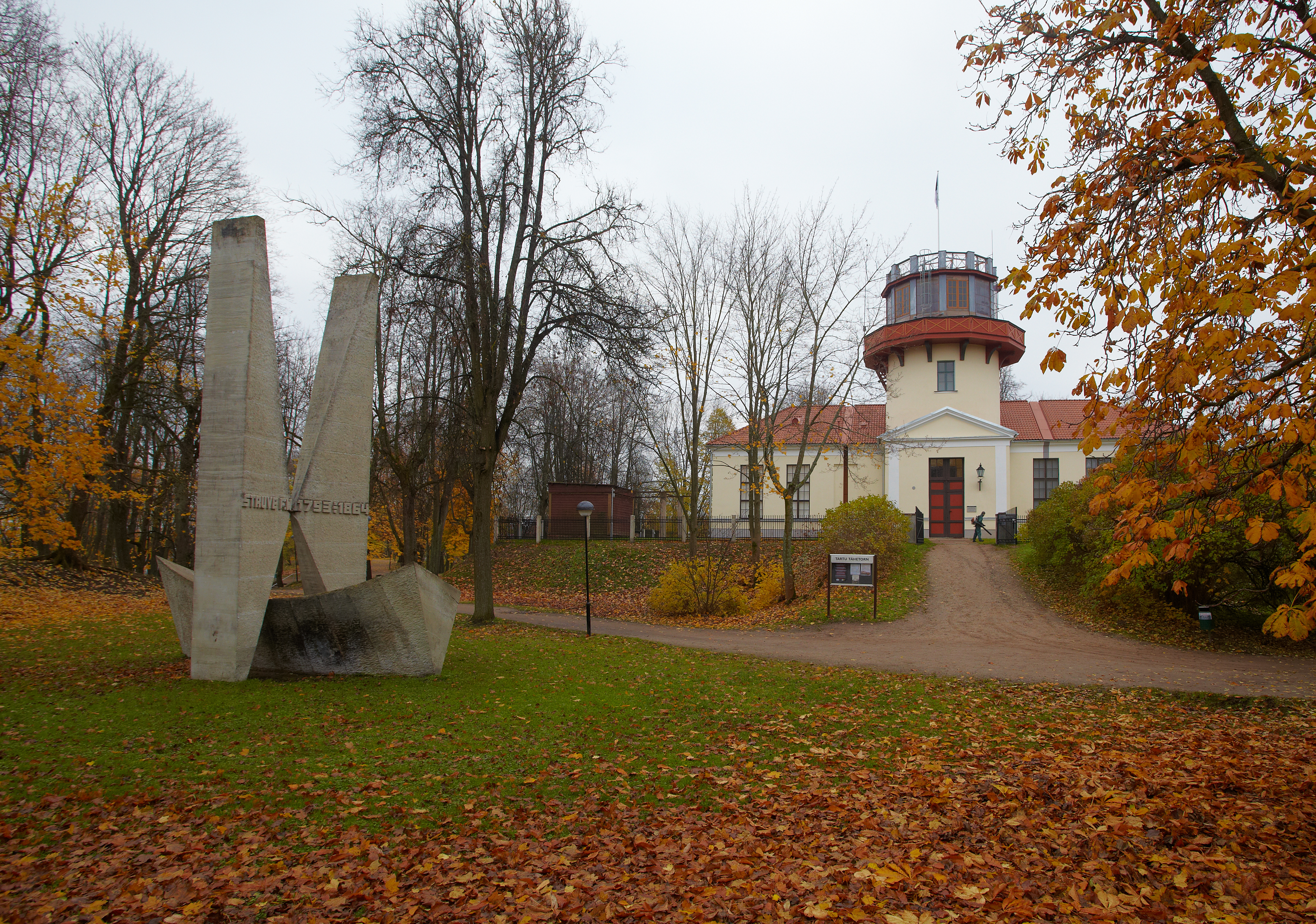
L'ancien observatoire vu du parc de Toomemägi
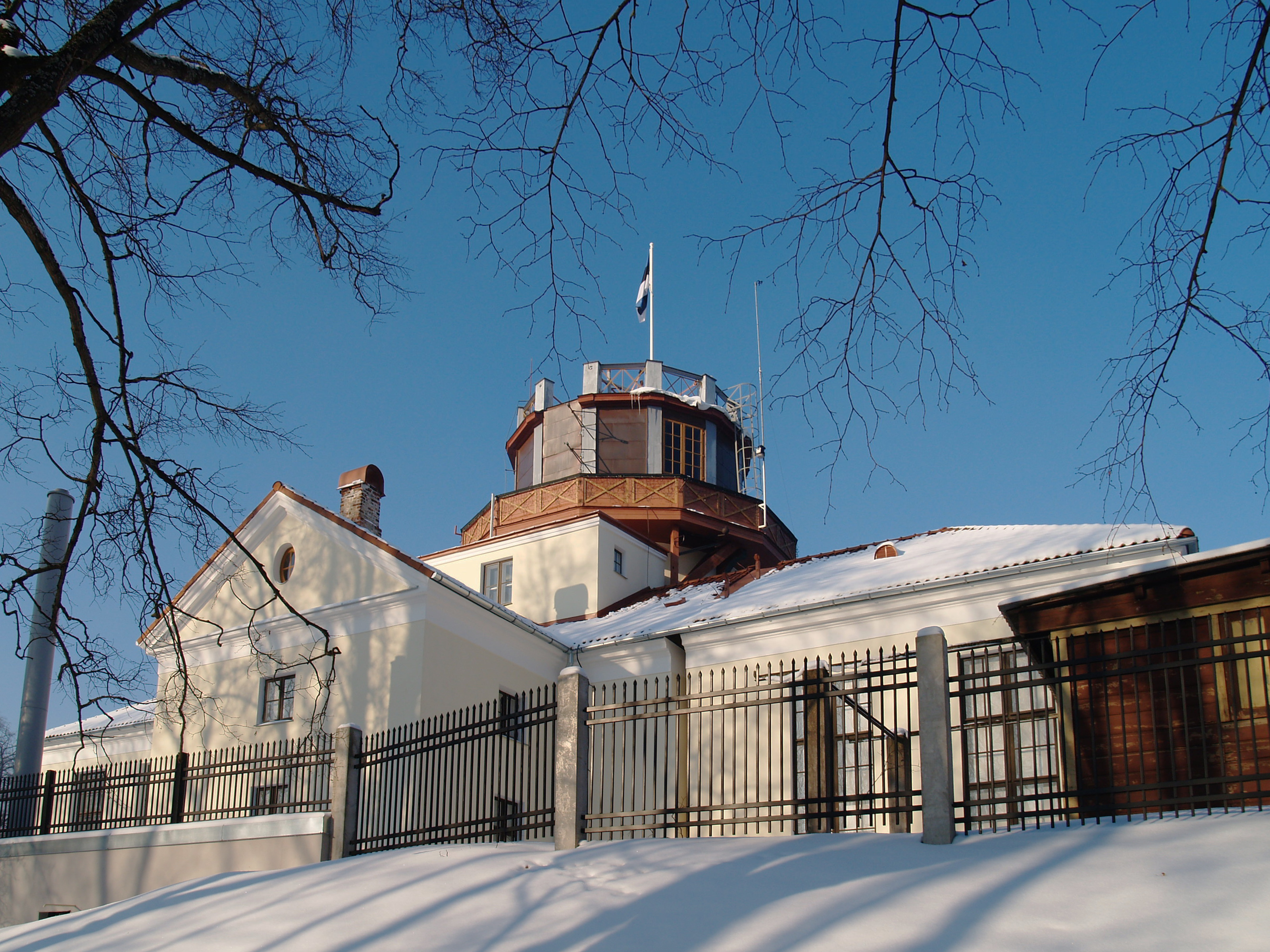
L'observatoire sous la neige
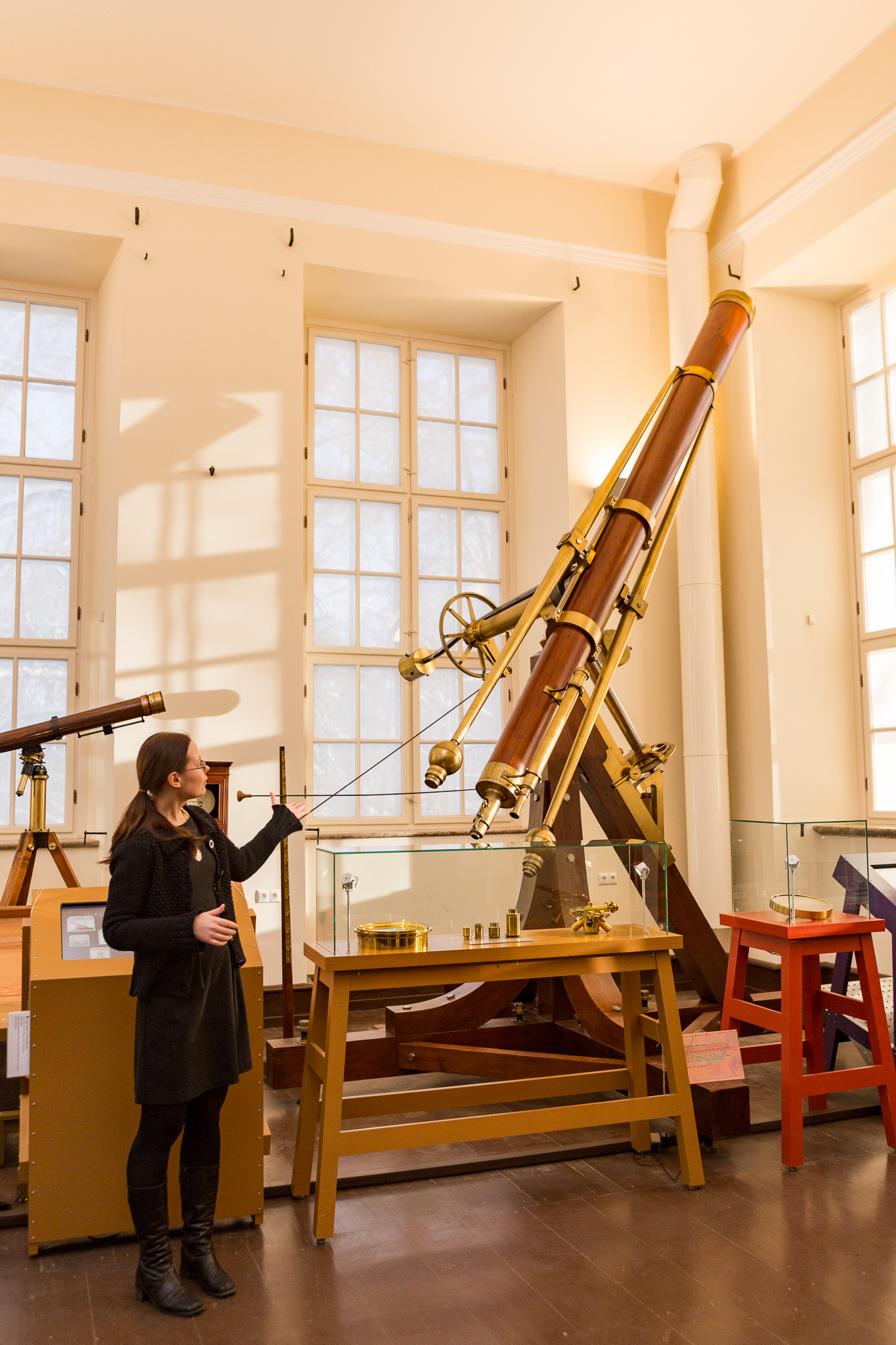
Lunette de Von Fraunhofer dans la collection d'instruments d'astronomie du Musée de l'université de Tartu